# غوري (كوريا الجنوبية)
غوري هي مدينة في كوريا الجنوبية، تتبع مقاطعة غيونغي، بلغ عدد سكانها 180,063 نسمة في 2015، تبلغ مساحتها 33.3 كيلومتر مربع.

## أعلام
- جيهيو
- غوون بو آه
- شيومين